# Amsacta celebensis
Amsacta celebensis là một loài bướm đêm thuộc phân họ Arctiinae, họ Erebidae.